# Peter von Hess
Pour les articles homonymes, voir Hess.

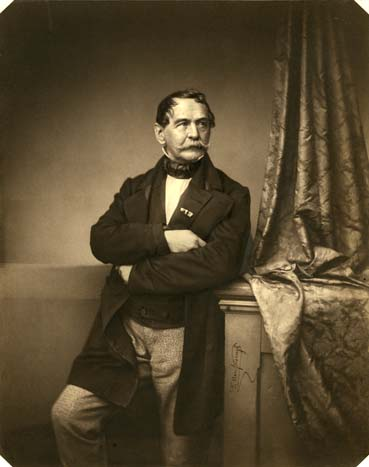

Peter von Hess, né Peter Hess le 29 juillet 1792 à Düsseldorf et décédé le 4 avril 1871 à Munich, est un peintre bavarois spécialisé dans les tableaux de bataille (principalement les guerres napoléoniennes et la guerre d'indépendance grecque).

## Biographie
Il étudia d'abord dans l'atelier de son père avant d'aller à l'Académie des beaux-arts de Munich.
Pendant les guerres napoléoniennes, il accompagna les troupes bavaroises de Carl Philipp von Wrede.
En 1833, il suivit le roi désigné de Grèce Othon Ier dans son nouveau pays. Pour lui, il exécuta de nombreuses toiles historiques.
Il est enterré à l'ancien cimetière du Sud (Munich).

## Distinction
- Officier de l'ordre de Léopold (Belgique, 29 mars 1845)[1].